# Comarca di Huéscar
La comarca di Huéscar (in spagnolo: Comarca de Huéscar) è una comarca della Spagna, situata nella provincia di Granada, in Andalusia.